# Comunicado de prensa

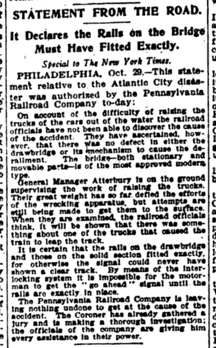
Comunicado de Ivy Lee's tal y como apareció en The New York Times en 1906

Un comunicado de prensa o nota de prensa (NdP) es una comunicación escrita dirigida a los miembros de los medios de comunicación con el propósito de anunciar algo de interés periodístico. Normalmente, se envía por correo electrónico a redactores de los periódicos, revistas, emisoras de radio, estaciones de televisión, así como a medios en línea y a blogueros.
El uso de notas de prensa es común en el ámbito de las relaciones públicas (RRPP). Por lo general, el objetivo es atraer la atención de los medios de comunicación para que puedan optar para su publicación o difusión. Un comunicado de prensa puede anunciar una serie de noticias, tales como eventos programados, promociones personales, premios, nuevos productos y servicios, datos financieros, nombramientos, logros, etc.
El objetivo final de un comunicado es aparecer en un medio de comunicación en forma de noticia. Para conseguir su publicación, el comunicado debe adecuarse a estructuras comunicativas y a las rutinas profesionales de los periodistas, como son los criterios de noticiabilidad.

## Origen
La primera nota de prensa moderna fue creada por la agencia de Ivy Lee. Lee estaba trabajando con el ferrocarril de Pensilvania en el momento en que se produjo el choque de trenes de Atlantic City (1906). Ivy Lee emitió el primer comunicado de prensa directamente a los periodistas, antes de que otras versiones de la historia, o presunciones, pudiesen propagarse. Utilizó un comunicado de prensa, además de invitar a periodistas y fotógrafos a la escena como un medio para fomentar una comunicación abierta con los medios.
Más tarde Edward Bernays popularizó y el uso de las notas de prensa para comunicarse con los medios.

## Contenido de una nota de prensa
Una nota de prensa debe exponer una información noticiable, que tenga interés periodístico, basada en hechos objetivos y no en opiniones. Debe incluir los datos de contacto e información sobre su origen, ya que un periodista debería poder comprobar su veracidad.
Los elementos que componen una nota de prensa son:
- Titular - usado para captar la atención del periodista que recibe la nota de prensa.
- Lugar y fecha de edición - ubica temporal y físicamente la noticia que se trata de transmitir. En ocasiones las notas de prensa son enviadas bajo embargo para evitar su publicación hasta un determinado momento indicado por el emisor de la nota de prensa.
- Entradilla o subtítulo - su objetivo es describir brevemente la noticia que se va a tratar respondiendo a las clásicas 5 W del periodismo.
- Imagen y/o material multimedia (opcional) - aunque originalmente las notas de prensa solo incluían texto, con el paso del tiempo han ido incorporando otros elementos como son las fotos o los vídeos.
- Cuerpo del comunicado - en el que la noticia es desarrollada y se profundiza en la misma.
- Datos de contacto - un apartado de datos de contacto es fundamental para que el periodista pueda ponerse en contacto con la empresa difusora de la noticia y así poder acceder a más información sobre la misma, resolver dudas, etc.